# Boldmen CR 4
Der Boldmen CR 4 ist ein zweisitziger Roadster des im bayerisch-schwäbischen Welden ansässigen Automobilherstellers Boldmen.

## Modellgeschichte
Vorgestellt wurde der in Handarbeit gefertigte Sportwagen mit Stoffverdeck im Juli 2021. In den Handel kam er – zunächst in der auf 30 Exemplare limitierten Sonderedition First Thirty – im Oktober 2021. Mit dem gegenüber dem Basisfahrzeug BMW Z4 M40i (ab etwa 70.000 €) wesentlich höheren Preis von mindestens 185.000 Euro gehen vielfältige Individualisierungsmöglichkeiten (Farbe, Innenausstattung, aber auch beim Fahrwerk, beispielsweise ein elektronisch verstellbares Gewindefahrwerk) einher. CR 4 ist die Abkürzung für „Carbon, Roadster, 400 PS“. Geplant ist eine Kleinserienherstellung von höchstens 120 Fahrzeugen pro Jahr. Der mit 500 PS leistungsstärkere CR 4 S wurde im Oktober 2022 vorgestellt, das auf sechs Exemplare limitierte Sondermodell Cunard Icon Roadster im Februar 2025. Dieses Sondermodell bezieht sich auf Cunard Line und nutzt unter anderem Logos des Kreuzfahrtunternehmens.

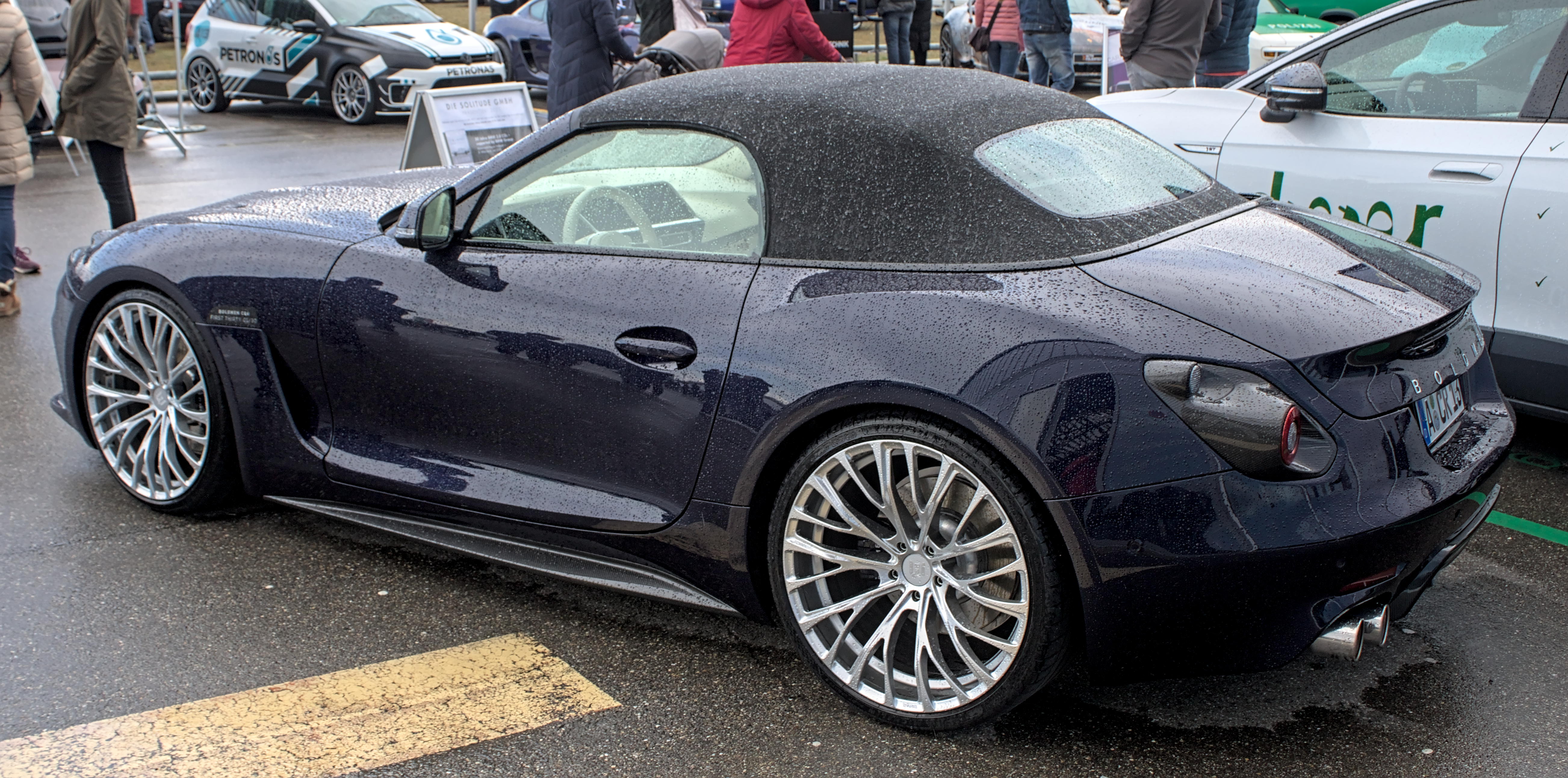
Heckansicht
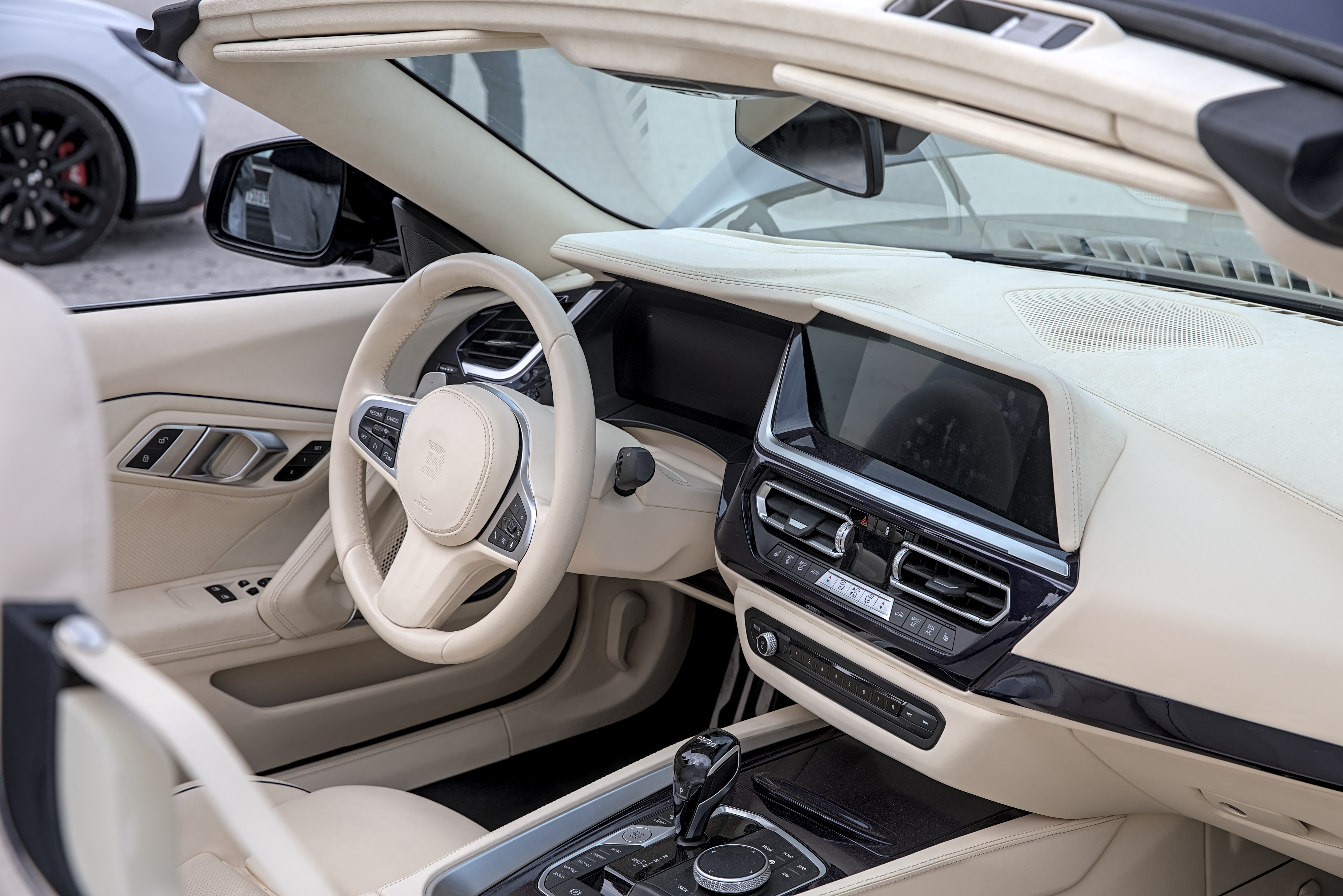
Innenansicht
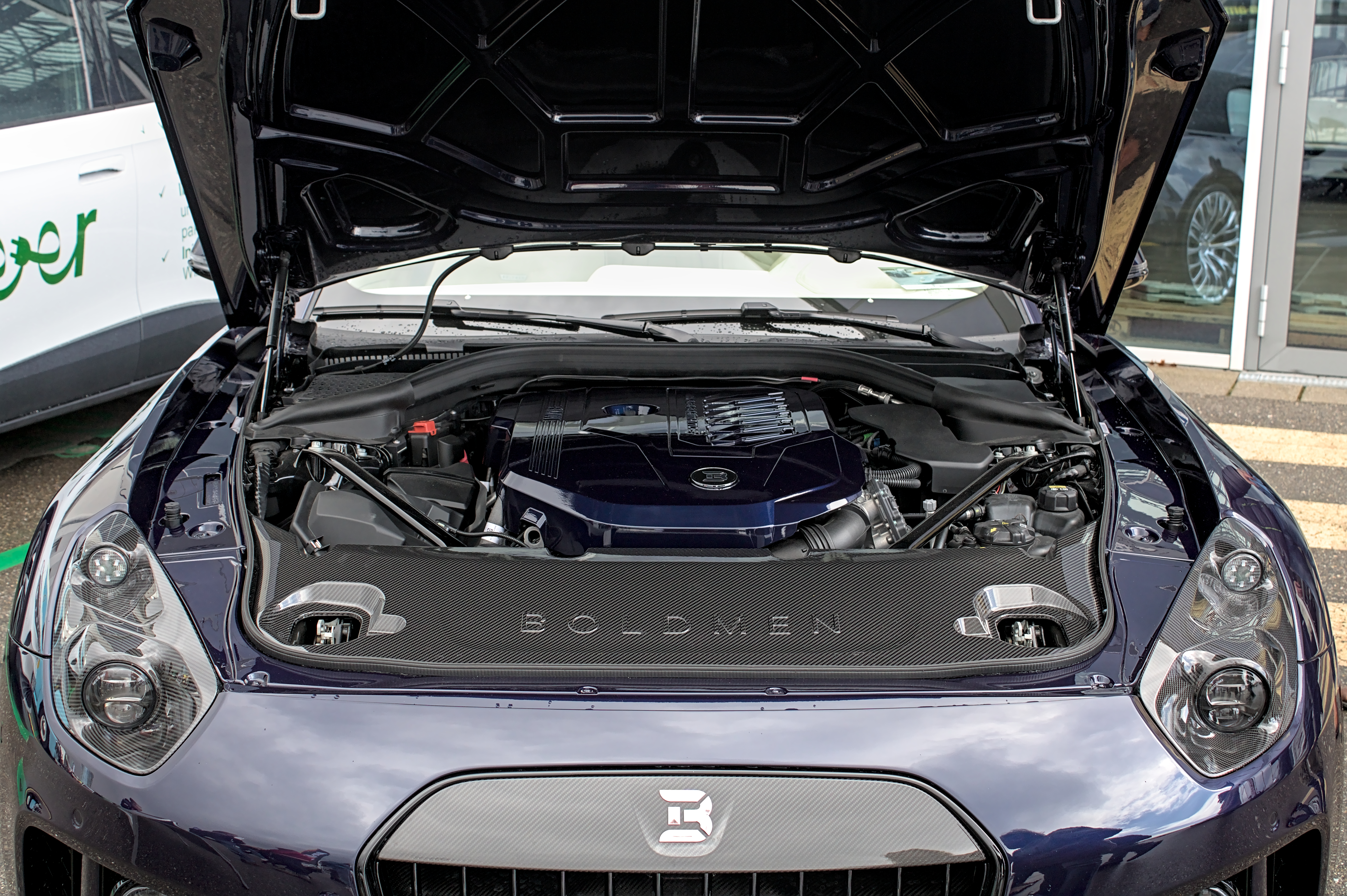
BMW B58-Motor mit Abdeckung in Karosseriefarbe

## Technik
Technisch baut das 4,42 m lange Fahrzeug auf dem seit 2018 gebauten BMW Z4 M40i auf. Der CR 4 hat aber völlig neue Karosserieteile aus Carbon, wodurch das Gewicht gegenüber dem Z4 um über 60 kg reduziert werden konnte. Runde Frontscheinwerfer und Heckleuchten sollen an Wiesmann-Modelle erinnern. Der CR 4 liegt gegenüber dem Basisfahrzeug 2 cm tiefer. Das Infotainment-System mit iDrive-Controller wird vom Z4 übernommen. Der BMW-B58-Ottomotor hat einen eigenen Chipsatz und eine eigene Software, womit er im CR 4 eine höhere Leistung von 300 kW (408 PS) bzw. im CR 4 S 367 kW (500 PS) abgibt. Er kann jedoch in jeder BMW-Werkstatt gewartet werden. Auf 100 km/h soll der Sportwagen in weniger als vier Sekunden beschleunigen.
|                                             | CR 4                                          | CR 4 S                                        |
| ------------------------------------------- | --------------------------------------------- | --------------------------------------------- |
| Bauzeitraum                                 | seit 10/2021                                  | seit 10/2022                                  |
| Motorkenndaten                              |                                               |                                               |
| Motortyp                                    | Reihensechszylinder-Ottomotor                 | Reihensechszylinder-Ottomotor                 |
| Motorbezeichnung                            | BMW B58                                       | BMW B58                                       |
| Motoraufladung                              | Twin-Scroll-Abgasturbolader                   | Twin-Scroll-Abgasturbolader                   |
| Hubraum                                     | 2998 cm³                                      | 2998 cm³                                      |
| max. Leistung bei min−1                     | 300 kW (408 PS) / 5500                        | 367 kW (500 PS)                               |
| max. Drehmoment bei min−1                   | 610 Nm / 2800                                 | 700 Nm                                        |
| Kraftübertragung                            |                                               |                                               |
| Antrieb                                     | Hinterradantrieb                              | Hinterradantrieb                              |
| Getriebe                                    | 8-Stufen-Automatikgetriebe                    | 8-Stufen-Automatikgetriebe                    |
| Messwerte                                   |                                               |                                               |
| Höchstgeschwindigkeit                       | 250 km/h                                      | 270 km/h                                      |
| Beschleunigung, 0–100 km/h                  | 3,9 s                                         | 3,7 s                                         |
| Kraftstoffverbrauch auf 100 km (kombiniert) | NEFZ: 7,2 l Super Plus WLTP: 7,9 l Super Plus | NEFZ: 7,2 l Super Plus WLTP: 7,9 l Super Plus |
| CO2-Emissionen (kombiniert)                 | NEFZ: 164 g/km WLTP: 181 g/km                 | NEFZ: 164 g/km WLTP: 181 g/km                 |
| Abgasnorm                                   | Euro 6d                                       | Euro 6d                                       |